# FIBA Campeonato Asiático
O FIBA Campeonato Asiático é a competição organizada em biênios desde 1960 pelos países do Continente Asiático para apurar os classificados para o torneio de Basquetebol dos Jogos Olímpicos de Verão e Campeonato Mundial de Basquetebol Masculino.
A FIBA Ásia que é a sucursal da Federação Internacional de Basquetebol para a Ásia é quem organiza o evento. 

## Histórico dos Campeonatos

### Masculino
| 1960 | Manila       | Filipinas     |       | Taiwan          | Japão          |       | Coreia do Sul  |
| 1963 | Taipé        | Filipinas     |       | Taiwan          | Japão          |       | Tailândia      |
| 1965 | Kuala Lumpur | Japão         |       | Filipinas       | Coreia do Sul  |       | Tailândia      |
| 1967 | Seul         | Filipinas     |       | Coreia do Sul   | Japão          |       | Indonésia      |
| 1969 | Banguecoque  | Coreia do Sul |       | Japão           | Filipinas      |       | Taiwan         |
| 1971 | Tóquio       | Japão         |       | Filipinas       | Coreia do Sul  |       | Taiwan         |
| 1973 | Manila       | Filipinas     |       | Coreia do Sul   | Taiwan         |       | Japão          |
| 1975 | Banguecoque  | China         |       | Japão           | Coreia do Sul  |       | Índia          |
| 1977 | Kuala Lumpur | China         |       | Coreia do Sul   | Japão          |       | Malásia        |
| 1979 | Nagoia       | China         |       | Japão           | Coreia do Sul  |       | Filipinas      |
| 1981 | Calcutá      | China         |       | Coreia do Sul   | Japão          |       | Filipinas      |
| 1983 | Hong Kong    | China         |       | Japão           | Coreia do Sul  |       | Kuwait         |
| 1985 | Kuala Lumpur | Filipinas     |       | Coreia do Sul   | China          |       | Malásia        |
| 1987 | Banguecoque  | China         |       | Coreia do Sul   | Japão          |       | Filipinas      |
| 1989 | Pequim       | China         |       | Coreia do Sul   | Taipé Chinês   |       | Japão          |
| 1991 | Kobe         | China         |       | Coreia do Sul   | Japão          |       | Taipé Chinês   |
| 1993 | Jacarta      | China         |       | Coreia do Norte | Coreia do Sul  |       | Irã            |
| 1995 | Seul         | China         |       | Coreia do Sul   | Japão          |       | Taipé Chinês   |
| 1997 | Riade        | Coreia do Sul |       | Japão           | China          |       | Arábia Saudita |
| 1999 | Fukuoka      | China         |       | Coreia do Sul   | Arábia Saudita |       | Taipé Chinês   |
| 2001 | Xangai       | China         |       | Líbano          | Coreia do Sul  |       | Síria          |
| 2003 | Harbin       | China         |       | Coreia do Sul   | Catar          |       | Líbano         |
| 2005 | Doha         | China         |       | Líbano          | Catar          |       | Coreia do Sul  |
| 2007 | Tokushima    | Irã           |       | Líbano          | Coreia do Sul  |       | Cazaquistão    |
| 2009 | Tianjin      | Irã           |       | China           | Jordânia       |       | Líbano         |
| 2011 | Wuhan        | China         |       | Jordânia        | Coreia do Sul  |       | Filipinas      |
| 2013 | Manila       | Irã           | 85-71 | Filipinas       | Coreia do Sul  | 75-57 | Taipé Chinês   |
| 2015 | Changsha     | China         | 78-67 | Filipinas       | Irã            | 68-63 | Japão          |

### Feminino
| 1965 | Seoul        | Coreia do Sul | No playoffs | Japão         | Chile         | No playoffs | Filipinas    |
| 1968 | Taipei       | Coreia do Sul | No playoffs | Japão         | Taipé Chinês  | No playoffs | Tailândia    |
| 1970 | Kuala Lumpur | Japão         | No playoffs | Coreia do Sul | Taipé Chinês  | No playoffs | Malásia      |
| 1972 | Taipei       | Coreia do Sul | 66–51       | Taipé Chinês  | Tailândia     | 70–54       | Indonésia    |
| 1974 | Seoul        | Coreia do Sul | No playoffs | Japão         | Taipé Chinês  | No playoffs | Irã          |
| 1976 | Hong Kong    | China         | No playoffs | Coreia do Sul | Japão         | No playoffs | Malásia      |
| 1978 | Kuala Lumpur | Coreia do Sul | No playoffs | China         | Japão         | No playoffs | Malásia      |
| 1980 | Hong Kong    | Coreia do Sul | No playoffs | China         | Japão         | No playoffs | Malásia      |
| 1982 | Tokyo        | Coreia do Sul | No playoffs | China         | Japão         | No playoffs | Macau        |
| 1984 | Shanghai     | Coreia do Sul | 62–61       | China         | Japão         | 81–53       | Filipinas    |
| 1986 | Kuala Lumpur | China         | No playoffs | Coreia do Sul | Taipé Chinês  | No playoffs | Japão        |
| 1988 | Hong Kong    | Coreia do Sul | No playoffs | China         | Taipé Chinês  | No playoffs | Japão        |
| 1990 | Singapore    | China         | No playoffs | Coreia do Sul | Japão         | No playoffs | Taipé Chinês |
| 1992 | Seoul        | China         | 89–76       | Coreia do Sul | Japão         | 79–75       | Taipé Chinês |
| 1994 | Sendai       | China         | 74–66       | Coreia do Sul | Japão         | 92–67       | Taipé Chinês |
| 1995 | Shizuoka     | China         | 94–69       | Coreia do Sul | Japão         | 68–65       | Taipé Chinês |
| 1997 | Bangkok      | Coreia do Sul | 74–61       | Japão         | China         | 101–63      | Taipé Chinês |
| 1999 | Shizuoka     | Coreia do Sul | 68–65       | Japão         | Taipé Chinês  | 68–57       | China        |
| 2001 | Bangkok      | China         | 105–76      | Japão         | Coreia do Sul | 78–63       | Taipé Chinês |
| 2004 | Sendai       | China         | 92–80       | Japão         | Coreia do Sul | 88–59       | Taipé Chinês |
| 2005 | Qinhuangdao  | China         | 73–67       | Coreia do Sul | Taipé Chinês  | 73–62       | Japão        |
| 2007 | Incheon      | Coreia do Sul | 79–73       | China         | Japão         | 73–70       | Taipé Chinês |
| 2009 | Chennai      | China         | 91–71       | Coreia do Sul | Japão         | 72–57       | Taipé Chinês |
| 2011 | Omura        | China         | 65–62       | Coreia do Sul | Japão         | 83–56       | Taipé Chinês |
| 2013 | Bangkok      | Japão         | 65–43       | Coreia do Sul | China         | 61–53       | Taipé Chinês |
| 2015 | Wuhan        | Japão         | 85–50       | China         | Coreia do Sul | 52–45       | Taipé Chinês |

### Quadro de Medalhas
| Rk    | Seleção             | Ouro | Prata | Bronze | Total |
| ----- | ------------------- | ---- | ----- | ------ | ----- |
| 1     | CHN China           | 16   | 1     | 2      | 19    |
| 2     | PHI Filipinas       | 5    | 4     | 1      | 10    |
| 3     | IRN Irã             | 3    | 0     | 1      | 4     |
| 4     | KOR Coreia do Sul   | 2    | 11    | 11     | 24    |
| 5     | JPN Japão           | 2    | 5     | 7      | 14    |
| 6     | LBN Líbano          | 0    | 3     | 0      | 3     |
| 7     | TPE Taipé Chinês    | 0    | 2     | 2      | 4     |
| 8     | JOR Jordânia        | 0    | 1     | 1      | 2     |
| 9     | PRK Coreia do Norte | 0    | 1     | 0      | 1     |
| 10    | QAT Catar           | 0    | 0     | 2      | 2     |
| 11    | SAU Arábia Saudita  | 0    | 0     | 1      | 1     |
| Total | Total               | 28   | 28    | 28     | 84    |